# K League 1 2019
La K League 1 2019 è stata la 37ª edizione della massima serie del campionato sudcoreano di calcio, disputata tra il 1º marzo e il 1º dicembre 2019.

## Squadre partecipanti
| Squadra         | Città            |
| --------------- | ---------------- |
| Daegu           | Taegu            |
| Gangwon         | Gangwon          |
| Gyeongnam       | Gyeongsangnam-do |
| Incheon Utd     | Incheon          |
| Jeonbuk Hyundai | Jeonbuk          |
| Jeju SK         | Jeju             |
| Pohang Steelers | Pohang           |
| Sangju Sangmu   | Sangju           |
| Seongnam        | Seongnam         |
| Seoul           | Seul             |
| Suwon Bluewings | Suwon            |
| Ulsan HD        | Ulsan            |

## Giocatori stranieri
Il limite di numero di giocatori stranieri è quattro per squadra, incluso uno slot per un giocatore proveniente da uno dei paesi dell'AFC. Una squadra può usare quattro giocatori stranieri sul campo ogni partita, incluso almeno un giocatore dell'AFC.
Il nome del giocatore in grassetto indica che il giocatore è registrato durante la finestra di trasferimento di metà stagione.
| Squadra         | Giocatore 1      | Giocatore 2          | Giocatore 3          | Giocatore asiatico   |
| --------------- | ---------------- | -------------------- | -------------------- | -------------------- |
| Daegu           | Césinha          | Edgar                | Rildo                | Tsubasa Nishi        |
| Gangwon         | Nemanja Bilbija  | Valentinos Sielīs    |                      | Takahiro Nakazato    |
| Gyeongnam       | Osman            | Luc Castaignos       | Uroš Đerić           | Takahiro Kunimoto    |
| Incheon United  | Gordan Bunoza    | Stefan Mugoša        | Olanrewaju Kehinde   | Rashid Mahazi        |
| Jeju United     | Magno Cruz       | Elías Aguilar        | Christian Osaguona   | Aleksandar Jovanović |
| Jeonbuk Hyundai | Ricardo Lopes    | Samuel Rosa          |                      | Bernie Ibini-Isei    |
| Pohang Steelers | Wanderson        | Stanislav Il'jučenko | Aleksandar Paločević |                      |
| Seongnam        | Éder             | Mathias Coureur      |                      |                      |
| Seoul           | Osmar            | Aleksandar Pešić     |                      | Ikromjon Alibaev     |
| Suwon Bluewings | Dejan Damjanović | Waguininho           | Terry Antonis        | Adam Taggart         |
| Ulsan Hyundai   | Júnior Negrão    | Davy Bulthuis        | Mikkel Diskerud      | Jason Davidson       |

## Classifica
|                          | Pos. | Squadra         | Pt | G  | V  | N  | P  | GF | GS | DR  |
| ------------------------ | ---- | --------------- | -- | -- | -- | -- | -- | -- | -- | --- |
| Poule scudetto           |      |                 |    |    |    |    |    |    |    |     |
| Corea del Sud (bandiera) | 1.   | Jeonbuk Hyundai | 79 | 38 | 22 | 13 | 3  | 72 | 32 | +40 |
|                          | 2.   | Ulsan HD        | 79 | 38 | 23 | 10 | 5  | 71 | 39 | +35 |
|                          | 3.   | Seoul           | 56 | 38 | 15 | 11 | 12 | 53 | 49 | +4  |
|                          | 4.   | Pohang Steelers | 56 | 38 | 16 | 8  | 14 | 49 | 49 | 0   |
|                          | 5.   | Daegu           | 55 | 38 | 13 | 16 | 9  | 46 | 37 | +9  |
|                          | 6.   | Gangwon         | 50 | 38 | 14 | 8  | 16 | 56 | 58 | -2  |
| Poule retrocessione      |      |                 |    |    |    |    |    |    |    |     |
|                          | 7.   | Sangju Sangmu   | 55 | 38 | 16 | 7  | 15 | 49 | 53 | -4  |
|                          | 8.   | Suwon Bluewings | 48 | 38 | 12 | 12 | 14 | 46 | 49 | -3  |
|                          | 9.   | Seongnam        | 45 | 38 | 12 | 9  | 17 | 30 | 40 | -10 |
|                          | 10.  | Incheon Utd     | 34 | 38 | 7  | 13 | 18 | 33 | 54 | -21 |
|                          | 11.  | Gyeongnam       | 33 | 38 | 6  | 15 | 17 | 43 | 61 | -18 |
|                          | 12.  | Jeju SK         | 27 | 38 | 5  | 12 | 21 | 45 | 72 | -27 |

Legenda:
      Campione di Corea del Sud  e ammessa alla fase a gironi della AFC Champions League 2020
      Ammesse alla fase a gironi della AFC Champions League 2020
      Ammesse alla fase Playoff della AFC Champions League 2020
 Ammessa allo Spareggio promozione-retrocessione contro la vincitrice dei playoff promozione della K League 2 2019
      Retrocessa in K League 2

## Spareggio promozione/retrocessione
Allo spareggio promozione/retrocessione hanno partecipato la squadra classificata all'undicesimo posto della K League 1 2019 e la squadra vincente gli spareggi promozione della K League 2 2019.
| 5 dicembre 2019 - 19:00 UTC+9 | Busan IPark  | 0 - 0 | Gyeongnam FC |  |
| 8 dicembre 2019 - 14:10 UTC+9 | Gyeongnam FC | 0 - 2 | Busan IPark  |  |